# Шипулин, Виктор Алексеевич
Виктор Алексеевич Шипулин — рядовой Вооружённых Сил СССР, участник войны в Афганистане, погиб при исполнении служебных обязанностей, кавалер ордена Красной Звезды (посмертно).

## Биография
Виктор Алексеевич Шипулин родился 23 апреля 1967 года в селе Пионер Труда Хабарского района Алтайского края. В 1982 году окончил восьмилетнюю школу в родном селе, после чего поступил в Славгородский сельскохозяйственный техникум.
23 апреля 1986 года Шипулин был призван на службу в Вооружённые Силы СССР Славгородским городским военным комиссариатом Алтайского края. После прохождения обучения 11 ноября 1986 года, где он получил специальность механика-водителя боевой машины пехоты (БМП) 3-го класса, рядовой Виктор Алексеевич Шипулин был направлен для дальнейшего прохождения службы в состав ограниченного контингента советских войск в Демократической Республике Афганистан.
Многократно участвовал в боевых операциях против формирований моджахедов. 8 раз он сопровождал колонны, 6 раз принимал участие в открытых боевых столкновениях. 8 марта 1987 года он в очередной раз участвовал в сопровождении колонны с боеприпасами. При отражении нападения противника на колонну Шипулин был убит. По другим данным, он вместе со своими товарищами подорвался на заложенной мине, пытаясь прийти на помощь раненым сапёрам.
Похоронен на кладбище посёлка Пионер Труда Хабарского района Алтайского края.
Указом Президиума Верховного Совета СССР рядовой Виктор Алексеевич Шипулин посмертно был удостоен ордена Красной Звезды. Также он был удостоен афганской медали «Воину-интернационалисту от благодарного афганского народа».

## Память
- В честь Шипулина названа улица в его родном посёлке[1].
- Мемориальная доска в память о Шипулине установлена на Пионерской восьмилетней школе, которую он оканчивал[2].